# Cyclophora cingulata
Cyclophora cingulata är en fjärilsart som beskrevs av Barend J. Lempke 1949. Cyclophora cingulata ingår i släktet Cyclophora och familjen mätare. Inga underarter finns listade i Catalogue of Life.